# Anonimowy remailer
Anonimowy remailer – serwer przekazujący na wskazany adres wysłane do niego wiadomości e-mail, bez ujawniania informacji o oryginalnym nadawcy. Docelowy adres umieszczany jest w treści wiadomości e-mail i przesyłany na adres serwera. Serwer zastępuje oryginalne dane nadawcy i wysyła zmodyfikowaną wiadomość pod docelowy adres.
Możliwe jest użycie łańcucha kilku anonimowych remailerów w celu zapewnienia większej anonimowości. Wiadomość wysyłana jest wtedy kolejno do następnych remailerów.
Niektóre remailery umożliwiają przekazywanie wiadomości zwrotnych (docelowy adresat może odpowiedzieć na przesłaną wiadomość e-mail), wymaga to jednak przechowywania listy użytkowników na serwerze.